# Escudo de Quirós

Escudo de Quirós.

El escudo del concejo asturiano de Quirós está cortado y medio partido:
- En el cortado superior está representada sobre campo de azur, la Cruz de los Ángeles, que simboliza la dependencia que tuvo la zona de la mitra Ovetense.

- En el primer cuartel partido, nos representa una torre en representación del Castillo de Alba, desde donde se controlaba todo el valle.

- El segundo cuartel partido está compuesta por las armas del apellido Bernardo de Quiros que da nombre al concejo y que son dos llaves colocadas hacia arriba rodeados de seis luneles de gules colocados tres en cada flanco. También aparecen tres flores de Lis colocadas dos encima de los flancos de gules y la otra en la parte baja de las llaves.

Actualmente no dispone de sanción legal alguna, siendo el emblema utilizado por la corporación el que inventaron Octavio Bellmunt y Fermín Canella para ilustrar su obra "Asturias".
- Datos: Q5838226